# Leticia Palma
Leticia Palma (* 23. Dezember 1926 in Paraíso; † 4. Dezember 2009 in Cuernavaca), eigentlich Zoyla Gloria Ruiz Moscoso, auch bekannt als Nacira de Tello oder Nazira de Tello, war eine mexikanische Schauspielerin.

## Leben und Karriere
Leticia Palma wurde 1926 in Paraíso geboren. Da ihre Eltern beide nicht Filme drehten, war es ihr eigener Entschluss Schauspielerin zu werden.
Ihre erste Rolle hatte Palma im Alter von 15 Jahren in Yo bailé con don Porfirio in einer Nebenrolle. Ihre erste populäre Rolle hatte sie jedoch schon 1949 an der Seite von Antonio Badú und Luis Beristáin in Hypocrite. Mit In the Palm of Your Hand, Castigo, Sklavin der Liebe und Cuatro contra el mundo feierte Leticia Palma schließlich ihren Aufstieg zum Star des mexikanischen Kinos.
Palma hatte jedoch einen Streit mit dem damaligen Präsidenten der mexikanischen Filmschauspielergewerkschaft Jorge Negrete. Nachdem sie im Sommer des Jahres 1952 fast einen Autounfall gehabt hatte, behauptete sie nicht nur, dass Negrete den Wagen gefahren habe, was er bestritt, er sei nur aus Zufall in der Nähe gewesen, sondern sie warf ihm auch vor, ihre Karriere beeinträchtigen zu wollen. Vor Gericht konnte sie ihre Beschuldigungen nicht beweisen; sie wurde daraufhin aus der Gewerkschaft ausgeschlossen, worauf ihr keine Filmrollen mehr angeboten wurden.

## Privatleben
Am 17. Dezember 1941 heiratete sie Emilio Tello Peña in Cuauhtémoc, einem Stadtbezirk von Mexiko-Stadt. Man weiß nicht, wann sie sich scheiden ließen.

## Filmografie (Auswahl)
- 1942: Yo bailé con don Porfirio
- 1949: Hypocrite (Hipócrita..!)
- 1950: Tramp (Vagabunda)
- 1950: Cuatro contra el mundo
- 1951: In the Palm of Your Hand (En la palma de tu mano)
- 1951: Castigo (Crimen y castigo)
- 1951: Women Without Tomorrow (Mujeres sin mañana)
- 1951: Sklavin der Liebe (auch: Der Weg zur Hölle, im Original: Camino del infierno, im Englischen Road of Hell)
- 1952: Por qué peca la mujer
- 1952: Apasionada

## Wirken und Rezeption
Der Kinohistoriker Emilio García Riera beschrieb Palma als „eine der interessantesten Präsenzen“ auf der mexikanischen Leinwand.
Der Film In the Palm of your Hand rangierte 1994 auf Platz 70 der Liste der 100 besten mexikanischen Filme des Magazins Somos.